# Biểu đồ ca sử dụng

Biểu đồ mô hình hóa use case biểu diễn tương tác giữa tác nhân (khách hàng) với hệ thống (nhà hàng).

Biểu đồ ca sử dụng (hay còn gọi là biểu đồ trường hợp sử dụng hoặc biểu đồ use case, tiếng Anh: use case diagram), là một biểu đồ mô tả về các tương tác có thể xảy ra giữa người dùng (user) và hệ thống (system). Biểu đồ này bao gồm các use case cũng như các loại người dùng khác nhau của hệ thống và thường đi kèm với một số loại biểu đồ khác. Các use case được thể hiện bằng hình tròn hoặc hình elip, còn tác nhân (actor) thường được biểu diễn dưới dạng hình người.

## Ứng dụng
Mặc dù bản thân một use case đã hàm chứa rất nhiều chi tiết về mọi khả năng có thể xảy ra, nhưng biểu đồ của nó có thể cung cấp một cái nhìn toàn diện hơn về hệ thống. Trước đây, người ta thường ví biểu đồ use case như một "bản thiết kế của hệ thống".
Do tính chất đơn giản của chúng, biểu đồ use case có thể là một công cụ giao tiếp tốt dành cho các bên liên quan (stakeholder). Các bản vẽ của biểu đồ sẽ giúp cho các bên liên quan hình dung được hệ thống sẽ được thiết kế như thế nào. Theo Siau và Lee, các biểu đồ use case truyền đạt ý định của hệ thống đến các bên liên quan theo cách đơn giản hơn, đồng thời "được biểu diễn một cách hoàn chỉnh hơn so với các biểu đồ lớp (class diagram)".